# Theodor Wundt
Theodor Wundt (* 1858, Ludwigsburg, Prusko - † 15. srpen 1929, Mnichov, Německo) byl profesionální voják - generál pruské a potom německé armády. Známý německý horolezec, který sehrál velkou roli v historii zimního lezení v Alpách i ve Vysokých Tatrách. Pocházel ze šlechtické rodiny.

## Horolezecké aktivity

### Vysoké Tatry
Po ukončení studia, když ho na jaře 1877 povýšili na poručíka, navštívil Švýcarsko. V roce 1882, během dovolené, odcestoval do polského Krakova a do Zakopaného. Využil služeb horského vůdce Gąsienica a navštívil Mořské oko. Pokusil se vystoupit na Rysy, ale musel se pro špatné počasí vrátit. Nezdarem skončil další pokus tentokrát na Svinicu, opět pro nepříznivé počasí. O několik dní později přešel přes Poľský hrebeň na druhou stranu Vysokých Tater a ubytoval se v Starém Smokovci. Potom z Popradu odcestoval do Pruska.
V roce 1884 se do Vysokých Tater vrátil. Za vůdce si vybral Jakuba Horvaya a 9. dubna se vydal na Popradské pleso, kde přenocoval. Druhý den vystoupil na Rysy. Byl to první zimní výstup na tento štít a v horolezecké literatuře označuje jako začátek vysokotatranského zimního horolezectví. V análech se však zachovaly i jiné zimní tatranské výstupy - Eduard Blasy 15. ledna 1873 vystoupil na Slavkovský štít, Mikuláš Szontagh vystoupil v roce 1880 na lyžích na Slavkovský štít, František Dénes vystoupil 5. února 1882 na Lomnický hrebeň. Traduje se, že už v únoru 1867 dva Goralé ze Zakopaného vystoupili na Woloszyn (Vološin) (2034 m n. m.). Theodor Wundt se 11. dubna 1884 pokusil vystoupit na Vysokú. Výstup skončil 150 metrů pod vrcholem. Po přenocování na Štrbském Plese dne 12. dubna 1884 vystoupil spolu s horským vůdcem Jakubem Horvayom na Kriváň a 14. dubna na Slavkovský štít. Dne 22. prosince 1891 sám udělal první zimní výstup na Patriu a 24. prosince 1891 také sám první zimní výstup na Ostrvu a 27. prosince 1891 spolu s Jakubem Horvayom jako první v zimě vystoupili na Lomnický štít. Dne 28. prosince 1891 jako první v zimním období vystoupili na Ľadový štít. Jeho první zimní výstupy ve Vysokých Tatrách byly ojedinělé a dlouho nebyly překonány.

### Alpy
Ani v Alpách neměl dlouho v zimním horolezectví předchůdců. Po zkušenostech, které získal v letech během krátkých pobytech ve Švýcarsku a v Rakousku se odvážil na velmi těžké výstupy v Dolomitech. Zaznamenal spolu s Michellom Bettegou první zimní výstup na Kleine Zinn (2881 m n. m.), Na Grosse Zinn, Monte Cristallo a na Tofanu (3241 m n. m.) s Antoniem Dimaiom. Během těchto cest fotografuje a vydává první obrázkové publikace o Dolomitech. Vystupuje na Monte Pelmo (3169 m n. m.), Sorapis (3206 m n. m.), Wetterhorn (3703 m n. m.), Gran zebra (3735 m n. m.) a desítky dalších alpských štítů.
Největším Wundtovým alpským úspěchem byly první zimní výstupy na Cima Piccola a Cima Grande v Dolomitech v prosinci roku 1892. Byly to velmi významné světové horolezecké výkony. Jeho partnery v Alpách byly horolezci Michele Bettega a Sepp Innerkolfer, Antonio Dima a jedna z prvních horolezkyně Jeanne Imminková (1853 - 1929).

## Literární činnost
Věnoval se fotografování. Vydal první publikace o Dolomitech Die Besteigung des Cimone della Pala, 1890, Wanderung in Ampezzaner Dolomiten, 1894, dalších alpských skupin Die Jungfrau und das Berner Oberland, 1897, Engadin, Ortler, Dolomiten, 1900. Napsal první monografii Matterhornu - Das Matterhorn und seine Geschichte, 1896. Jeho obrázkové knihy jsou významné proto, že v nich jsou první lezecké fotografie přímo ze stěn. Poslední jeho kniha, kterou napsal v roce 1917 - Ich und die Berge je autobiografií a vzpomínkou na horolezecké roky 1882 - 1918. V této knize věnoval jednu desetinu obsahu (35 stran) Vysokým Tatrám. Uveřejnil i jejich mapu.
Theodor Wundt zemřel v Mnichově jako generál ve výslužbě. Byl alpinistickou osobností.